# Joakim Lindström
Joakim "Jocke" Lindström, född 1976 i Järfälla församling, Stockholm, är en svensk före detta innebandyspelare. Lindström spelade under säsongerna 1993/1994 till 2007/2008 i Järfälla IBK i Svenska Superligan.
Lindström är den enda spelaren som lyckats göra poäng i alla matcher under en säsong (grundserien) vilket han gjorde 2005/2006. Lindström ligger på 15:e plats över flest spelade matcher i Elitserien/SSL med sina 357 matcher.
.

Han jobbar numera på Svenska Innebandyförbundet 

## Statistik i Elitserien/SSL
| Järfälla IBK       | 1993/1994                 | 1   | 0   | 0   | 0   |
| Järfälla IBK       | 1994/1995                 | 18  | 11  | 4   | 15  |
| Järfälla IBK       | 1995/1996                 | 22  | 8   | 12  | 20  |
| Järfälla IBK       | 1996/1997                 | 22  | 11  | 15  | 26  |
| Kista/Järfälla IBK | 1997/1998                 | 21  | 10  | 6   | 16  |
| Kista/Järfälla IBK | 1998/1999 (ink. slutspel) | 32  | 13  | 10  | 23  |
| Kista/Järfälla IBK | 1999/2000 (ink. slutspel) | 32  | 34  | 18  | 52  |
| Kista/Järfälla IBK | 2000/2001                 | 29  | 37  | 20  | 57  |
| Järfälla IBK       | 2001/2002                 | 30  | 29  | 28  | 57  |
| Järfälla IBK       | 2002/2003 (ink. slutspel) | 33  | 23  | 34  | 57  |
| Järfälla IBK       | 2003/2004                 | 30  | 20  | 34  | 54  |
| Järfälla IBK       | 2004/2005 (ink. slutspel) | 25  | 18  | 22  | 40  |
| Järfälla IBK       | 2005/2006                 | 22  | 18  | 19  | 37  |
| Järfälla IBK       | 2006/2007                 | 22  | 18  | 19  | 37  |
| Järfälla IBK       | 2007/2008                 | 23  | 6   | 9   | 15  |
| Total              | Total                     | 357 | 256 | 249 | 505 |

## Statistik i landslaget
- Landskamper: 25 (Mellan 1999 och 2005)
- Mål i landslaget: 14 (0,56 mål mer landskamp)
- Assist i landslaget: 12 (0,45 assist per landskamp)
- Poäng i landslaget: 26 (1,01 poäng per landskamp)

## 500 poängs-gränsen
Det finns för närvarande (2 augusti 2011) nio spelare som gjort över 500 poäng i Elitserien/Svenska Superligan: Niklas Jihde, Mika Kohonen, Peder Bodén, Magnus Svensson, Johannes Gustafsson, Mathias Larsson, Mikael Holmer, Hannes Öhman och Joakim Lindström. Jihde, Bodén, Öhman och Kohonen har dessutom gjort över 600 poäng.